# Een haven in de schaduw
Een haven in de schaduw is het zesentwintigste stripalbum uit de stripreeks Jeremiah. Het album is geschreven en getekend door Hermann Huppen. Van dit album verschenen tot nu toe een druk, bij uitgeverij Dupuis in de collectie Spotlight, in 2005. .

## Inhoud
Kurdy en Jeremiah rusten uit op een strand als Kurdy moet rennen om een meisje van de verdrinkingsdood te redden. Het meisje heet Milova en ze besluiten haar terug te brengen naar huis. Na een zware tocht door een verlaten gebied komt het trio aan in een grauw vissersdorpje dat permanent omhuld wordt door een verstikkende mist. Het enige licht dat de dorpelingen zien, is hun verblindend geloof in Jezus en in zijn gezant op aarde, de prediker Jason. De twee vrienden zijn hier niet welkom. 